# Alfabeto polaco
O alfabeto polaco (português europeu) ou alfabeto polonês (português brasileiro) é o alfabeto com que se escreve a língua polaca/polonesa. Está baseado no alfabeto latino, porém utiliza sinais diacríticos como o kreska, graficamente similar ao acento agudo (por exemplo: ź, ś), o ponto superior (ż) e o ogonek (ą, ę). O código padrão para o alfabeto polaco/polonês é o ISO 8859-2 (Latin-2), ainda que tanto o ISO-8859-13 como o ISO-8859-16 incluam suas letras.
Atualmente o alfabeto polonês tradicional consiste em 32 letras: 8 vogais (a,e,i,o.u/ó,y mais as nasais ą e ę) e 23 consoantes (quatro que podem ser suaves ć, ś, ń, ź, e uma forte ż). No alfabeto nativo, não são usadas as letras x,v e q (elas aparecem apenas em palavras estrangeiras como, por exemplo, quiz). No caso de empréstimos, são frequentemente substituídas por kw, w e ks, respectivamente, tal como em: kwarc (quartzo), weranda (varanda) e ksenofobia (xenofobia). Existe uma consoante que é única do polonês – a letra ł (l cortado). Há também sete dígrafos: ch, cz, dz, dź, dż, rz e sz; e um trígrafo: dzi.
Na tabela abaixo é mostrado o alfabeto polaco/polonês estendido com 35 letras, sendo 9 vogais e 26 consoantes.
| Letra maiúscula |   |   |   |   |   |   |   |   |   |   |   |   |   |   |   |   |   |   |   |   |   |   |   |   |   |   |   |   |   |   |   |   |   |   |
| A               | Ą | B | C | Ć | D | E | Ę | F | G | H | I | J | K | L | Ł | M | N | Ń | O | Ó | P | Q | R | S | Ś | T | U | V | W | X | Y | Z | Ź | Ż |
| Letra minúscula |   |   |   |   |   |   |   |   |   |   |   |   |   |   |   |   |   |   |   |   |   |   |   |   |   |   |   |   |   |   |   |   |   |   |
| a               | ą | b | c | ć | d | e | ę | f | g | h | i | j | k | l | ł | m | n | ń | o | ó | p | q | r | s | ś | t | u | v | w | x | y | z | ź | ż |

Nota: as letras que não fazem parte do alfabeto tradicional estão em negrito.

## Pronúncia das letras
| Letra maiúscula | Letra minúscula | Nome nativo                                | Valor usual (AFI) | Equivalente em português (ou outra língua) |
| --------------- | --------------- | ------------------------------------------ | ----------------- | ------------------------------------------ |
| A               | a               | a                                          | /ä/               | casa                                       |
| Ą               | ą               | ą                                          | /ɔw̃/              | ponta                                      |
| B               | b               | be                                         | /b/               | boca                                       |
| C               | c               | ce                                         | /t̪͡s̪/              | tsunami                                    |
| Ć               | ć               | cie                                        | /t͡ɕ/              | tchau                                      |
| D               | d               | de                                         | /d̪/               | data                                       |
| E               | e               | e                                          | /ɛ/               | ela                                        |
| Ę               | ę               | ę                                          | /ɛw̃/              | parabéns                                   |
| F               | f               | ef                                         | /f/               | faca                                       |
| G               | g               | gie                                        | /ɡ/               | gato                                       |
| H               | h               | ha                                         | /x/               | jamás (em espanhol)                        |
| I               | i               | i                                          | /i/               | vida                                       |
| J               | j               | jot                                        | /j/               | pai                                        |
| K               | k               | ka                                         | /k/               | quilo                                      |
| L               | l               | el                                         | /l/               | lagoa                                      |
| Ł               | ł               | eł                                         | /w/               | água                                       |
| M               | m               | em                                         | /m/               | mato                                       |
| N               | n               | en                                         | /n̪/               | noite                                      |
| Ń               | ń               | eń                                         | /ɲ̟/               | unha                                       |
| O               | o               | o                                          | /ɔ/               | nó                                         |
| Ó               | ó               | ó, o z kreską, o kreskowane ou u zamknięte | /u/               | boot (em inglês)                           |
| P               | p               | pe                                         | /p/               | pato                                       |
| (Q)             | (q)             | ku                                         | /k/               | questão                                    |
| R               | r               | er                                         | /ɾ/               | duro                                       |
| S               | s               | es                                         | /s̪/               | sala                                       |
| Ś               | ś               | eś                                         | /ɕ/               | chá                                        |
| T               | t               | te                                         | /t̪/               | tudo                                       |
| U               | u               | u, u zwykłe ou u otwarte                   | /u/               | boot (em inglês)                           |
| (V)             | (v)             | fał                                        | /v/               | vaso                                       |
| W               | w               | wu                                         | /v/               | vaso                                       |
| (X)             | (x)             | iks                                        | /ks/              | taxi                                       |
| Y               | y               | y or igrek                                 | /ɨ/               | vê                                         |
| Z               | z               | zet                                        | /z̪/               | zebra                                      |
| Ź               | ź               | ziet                                       | /ʑ/               | janela                                     |
| Ż               | ż               | żet ou zet z kropką                        | /ʐ/               | janela                                     |

Fonte:

### Pronúncia dos dígrafos e trígrafos
| Letras maiúsculas | Letras minúsculas | Equivalente em português (ou outra língua) |
| ----------------- | ----------------- | ------------------------------------------ |
| CH                | ch                | joven (em espanhol)                        |
| CZ                | cz                | tchau                                      |
| DZ                | dz                | d+z                                        |
| DŹ                | dź                | jeans                                      |
| DŻ                | dż                | age (em inglês)                            |
| RZ                | rz                | gente                                      |
| SZ                | sz                | peixe                                      |
| DZI               | dzi               | age (em inglês)                            |

Fonte(s):

## Códigos das letras únicas
Para obter as letras do alfabeto polaco/polonês que não se encontram no alfabeto português podemos usar os seguintes códigos HTML:
| Maiúsculas | Ą      | Ć      | Ę      | Ł      | Ń      | Ś      | Ź      | Ż      |
| HTML       | &#260; | &#262; | &#280; | &#321; | &#323; | &#346; | &#377; | &#379; |
| Minúsculas | ą      | ć      | ę      | ł      | ń      | ś      | ź      | ż      |
| HTML       | &#261; | &#263; | &#281; | &#322; | &#324; | &#347; | &#378; | &#380; |